# Pin d'Elliott
Pinus elliottii
Espèce
Classification phylogénétique
Statut de conservation UICN

 LC  : Préoccupation mineure
Le pin d'Elliott ou pin à aiguilles longues (Pinus elliottii) est une espèce d'arbre appartenant au genre Pinus et à la famille des Pinaceae. Natif du sud-est des États-Unis, sa zone d’extension naturelle s’étend du sud de la Caroline du Sud jusqu’au sud-est de la Louisiane et le sud de la Floride.

## Description

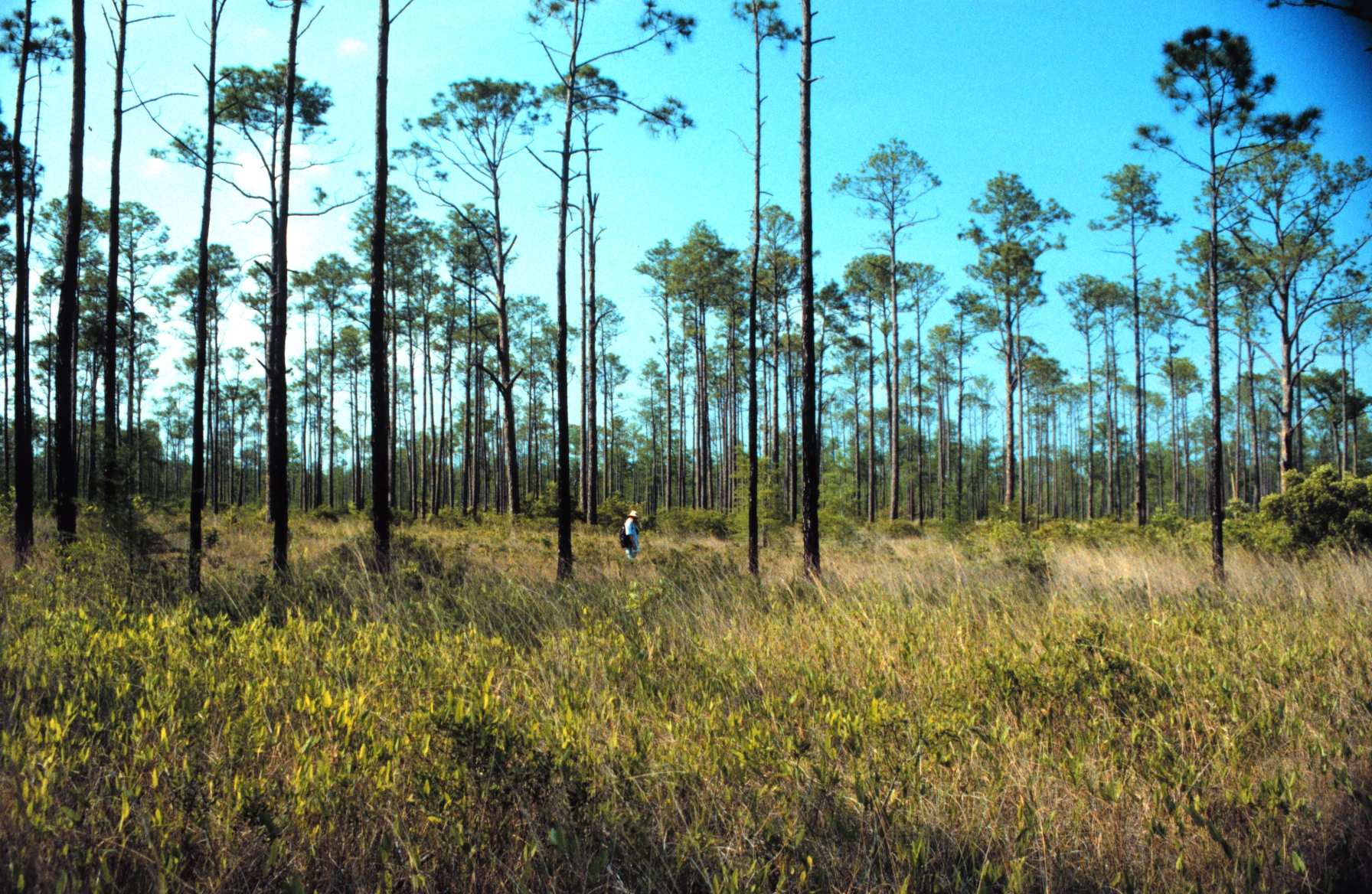
Pinède estuarienne constituée de pin d'Eliott (Pinus elliottii) avec végétation de savane (Réserve naturelle nationale et de recherche sur les estuaires de"Grand Bay". sur la "MS/AL state line" près du Bayou Héron. MS Natural Heritage Program NERR, 1998)

De pousse rapide, le pin ne vit en général que jusqu'à 200 ans. Il apprécie les climats et les sols humides. L’arbre atteint de 18 à 30 mètres alors que le diamètre de son tronc mesure de 60 à 80 centimètres. Ses aiguilles, longues de 18 à 24 centimètres, sont très fines et regroupées par deux ou trois. Ses cônes sont luisants, de couleur rouge-brun, et mesure entre 5 et 15 centimètres. Chaque écaille du cône se termine par une courte épine épaisse.

### Variétés
Il existe deux variétés de ce pin:
- P. elliottii var. elliotti. (Caroline du Sud, Louisiane jusqu’au centre de la Floride) dont les aiguilles sont groupées par deux ou trois et dont les cônes font de 7 à 15 cm ;
- P. elliotti var. densa (Sud de la Floride dont les Everglades) dont les aiguilles sont presque toutes regroupées par deux et dont les cônes mesurent entre 5 et 12 cm.

## Utilisation
L’arbre est couramment exploité dans des plantations et est également utilisé en horticulture.
A la fin du XXe siècle, les plantations de Pins d'Elliott couvraient 400 000 ha en Argentine et 175 000 ha en Uruguay. Cette essence est également couramment plantée en Afrique du Sud, en Australie et au Brésil, elle est classée comme invasive dans de nombreuses régions de l'hémisphère sud (Argentine, Australie, Brésil). 
La pulpe qui en est extraite permet d'initier un des processus de fabrication de Viscose. Viscose qui peut par exemple être la matière première pour la fabrication de boyau artificiel destiné à l'industrie de la salaison (fabrication de saucisses et saucissons).